# Korenitka
Korenitka je naselje v občini Trebnje.
Korenitka je gručasta vasica jugozahodno od Velike Loke na hribu nad avtocesto Ljubljana – Zagreb. Na jugozahodni in južni strani naselja se dviga pobočje v hribe, kjer so njive, travniki, nekaj vinogradov in gozd, proti severu in severozahodu pa se pobočje spušča v travnato dolino, ki prehaja v njive Pod Ščitom in dalje v gozd Ščit. Zahodno in vzhodno od vasi gričevnat svet prehaja v dolino Jerovco.
Na severnem delu vasi je cerkev svete Ane, ki je v osnovi poznogotska stavba z ohranjenim gotskim portalom v zahodni steni in figuralnim primitivnim sklepnikom vzidanim na zunanjem delu cerkve. Ladja je danes obokana, prezbiterij, ki je zaključen s tremi stranicami osmerokotnika, pa je bil preobokan v 17. stoletju. Glavni oltar je leta 1886 izdelal podobar J. Kušlan z Rake, oltarni nastavek pa je postavljen na gotsko, bogato profilirano kamnito menzo. V baročni kapeli je oltar sv. Elija iz leta 1755. V cerkvi je tudi krstni kamen iz leta 1713. Pri cerkvi je nekdaj stala tudi kašča iz leta 1712. Za cerkvijo so grobovi štirih tujih partizanov, ki so v bližini padli od leta 1942 do 1944. V gozdu Na Britofu je bila odkrita prazgodovinska gomila.